# Sikorsky (månkrater)
Sikorsky är en nedslagskrater på månens baksida. Sikorsky har fått sitt namn efter flygpionjären Igor Sikorsky.

## Satellitkratrar
| Sikorsky | Latitud  | Longitud  | Diameter |
| -------- | -------- | --------- | -------- |
| Q        | 65.79° S | 103.45° Ö | 17.52 km |